# Тарано (район)
Тара́но (індонез. Tarano) — один з 24 районів округу Сумбава провінції Західна Південно-Східна Нуса у складі Індонезії. Розташований у східній частині. Адміністративний центр — село Бантулантех.
Населення — 15 461 особа (2012; 15196 в 2010).

## Адміністративний поділ
До складу району входять 8 сіл:
| Населений пункт      | Населення, осіб (2010) |
| -------------------- | ---------------------- |
| Банда, село          | 1350                   |
| Бантулантех, село    | 1860                   |
| Лабуан-Аджі, село    | 2425                   |
| Лабуан-Бонтонг, село | 2428                   |
| Лабуан-Джамбу, село  | 2959                   |
| Мата, село           | 2242                   |
| Піданг, село         | 1000                   |
| Толо'ої, село        | 932                    |